# Кимимаро (Наруто)
Кимимаро (на японски: 君麻呂) е герой от аниме/манга поредицата Наруто, създадена от Масаши Кишимото.
Кимимаро е последният оцелял от клана Кагуя. Като най-силен от клана, той постоянно е държан заключен. Излиза навън само при битка, като оръжие на Кагуя. След избиването на клана му, Кимимаро е намерен от Орочимару. Тъй като е малък и Орочимару е единственият, който се интересува за него, не след дълго той забравя мечтите и идеалите си и единственото нещо, което може да го зарадва е да види господаря си щастлив. Кимимаро е толкова загрижен за него, че даже предлага тялото си като контейнер за душата на Орочимару.
Наследствената техника на клана Кагуя (Пулсът на мъртвите кости), дава способността на Кимимару да видоизменя костите си. Пример за това негово умение виждаме в битката му с Гаара, където той използва костите на пръстите си като куршуми. Всички наранявания, причинени по време на процеса, моментално зарастват и нови кости се появяват на мястото на старите. Тази способност, израстването, може да се използва от всяка част на неговото тяло и му дава сигурна и бърза защита от атаки. Кимимаро може да направи костите си твърди като стомана и много често използва ръката си като сабя. Всяка техника, която той прави с костите си я свързва с танц, който е кръстен на растение.
Единственият недостатък на Кимимаро е болест, която го прави негоден за битки и контейнер за душата на Орочимару. Когато на Орочимару му трябва ново тяло, Кимимаро, въпреки болестта си, отива да вземе заместника си, Саске Учиха. Но преди да изпълни мисията си, той трябва да се бие с Рок Лий и Гаара. Точно когато е напът да ги убие, Кимимаро се поддава на болестта, привидно излекувана, и умира, неспособен да изпълни мисията на Орочимару.